# Ираклий (Лисовский)
Митрополи́т Ираклий (в миру Ио́сиф Одрово́нж-Лисо́вский, пол. Józef Odrowąż Lisowski; 1734, Усач (ныне Беларусь) — 30 августа 1809, Орша) — епископ Русской униатской церкви; с 1806 года её предстоятель с титулом — Митрополит Киевский, Галицкий и всея Руси, деятель униатской церкви на украинских, белорусских и литовских землях, которые находились в составе Российской империи.

## Биография
Родился в польской шляхетской семье. Был воспитан в правилах католического исповедания. После окончания начальной школы, поступил в Базилианский орден (установленный курией специально для униатов).
Получение образования продолжил в Полоцке, где изучал философию и богословие. Был настоятелем полоцкого монастыря при Софийском соборе, а затем монастыря в Орше. Позже стал первенствующим членом полоцкой униатской консистории. В этой должности он стал лично известен императрице Екатерине II, которая в 1784 году назначила его архиепископом Полоцким.
Активно искоренял новшества, внесенные в униатский ритуал латинствующими униатами прежних времен и составил новый униатский служебник.
В 1795—1798 годы — администратор униатской церкви в Литве, Беларуси и Украине.
После смерти Екатерины II деятельность Лисовского была парализована; униатские дела были подчинены ведению католического митрополита, вследствие чего усилилось обращение униатов в католичество.
Император Александр I после смерти митрополита Феодосия Ростоцкого в 1805 году выделил ведение униатских дел в особый департамент римско-католической коллегии и назначил «митрополитом униатской церкви в России», председателем департамента Лисовского, который решительно принялся за упорядочение дел униатского исповедания, осуществил ряд мер по обособлению его от католичества. Он основал униатскую духовную семинарию в Полоцке, возвратил белому духовенству земельные наделы, отнятые у него базилианами, ослаблял, сколько мог, право ктиторства, подчинявшее священников помещикам.
В это время митрополия состояла из трех епархий: Полоцкой, Луцкой и Брестской.
24 июля 1806 был возведён в сан униатского митрополита Киевского и всея Руси.
Умер 30 августа 1809 года, успев перед смертью назначить своим преемником епископа луцкого Григория Кохановича.

## Награды
- Орден Святого Станислава (1787, Речь Посполитая)
- Орден Святой Анны 1-й степени (18 ноября 1806)[1]